# Caso Kasenkina

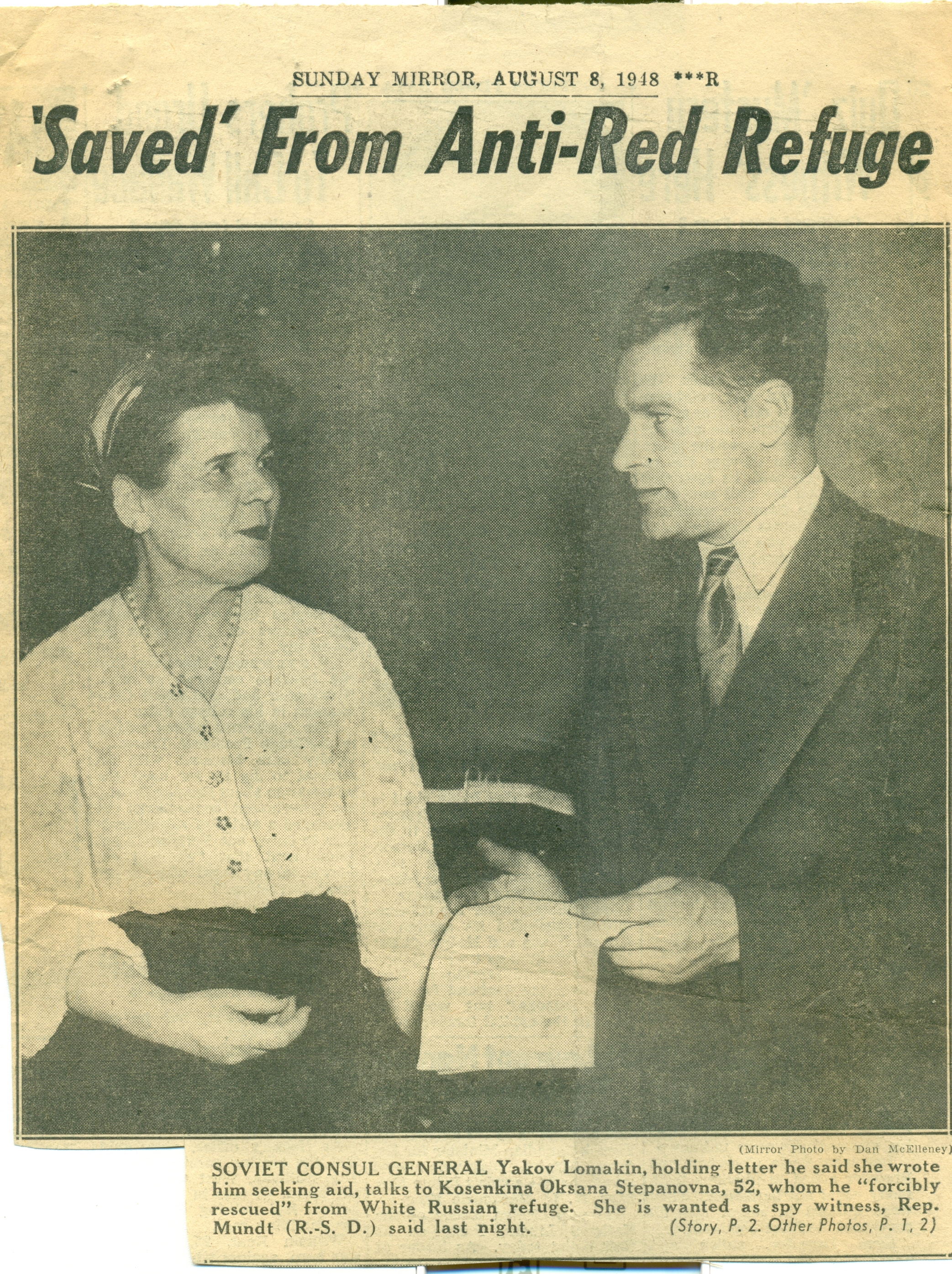
Cônsul Geral Soviético Jacob M. Lomakin segurando carta de Kasenkina Oksana Stepanovna

O Caso Kasenkina (em russo:  "Дело Касенкиной") foi um escândalo político da era da Guerra Fria de 1948 associado ao nome de Oksana Kasenkina uma professora de química na escola soviética em Nova York. Kasenkina desapareceu e foi considerado pelo público americano como tendo sido sequestrado por autoridades soviéticas depois de desejar buscar asilo nos Estados Unidos. Os eventos foram sensacionalizados pela mídia e se tornaram parte do Red Scare. Na realidade, a explicação mais provável dos eventos é que Kasenkina sofria de instabilidade mental e expressou um desejo genuíno de retornar à União Soviética. O escopo total dos eventos só ficou claro 50 anos depois, quando os documentos ultrassecretos do Departamento de Estado e do FBI foram desclassificados e divulgados ao público.

Os eventos do escândalo ocorreram no contexto do macarthismo e do Bloqueio de Berlim, e receberam ampla cobertura na mídia de massa, e continuam a receber atenção hoje. Ellis M. Zacharias, contra-almirante aposentado e oficial sênior de inteligência da Marinha dos EUA, escreveu:
"Indivíduos intolerantes não devem ter influência dominante na delicada condução de nossas relações exteriores - mas logo ficou evidente que essas pessoas haviam obtido o controle total do caso. Ao inspirar manchetes e estimular as notícias abaixo deles, eles levaram o Departamento de Estado a uma ação diplomática cuja gravidade era desproporcional ao incidente".